# Bahnhof Shimbashi
Der Bahnhof Shimbashi (jap. 新橋駅, Shimbashi-eki) ist ein Bahnhof in der japanischen Hauptstadt Tokio. Er wird von der Bahngesellschaft JR East betrieben und befindet sich im Bezirk Minato. Shimbashi ist ein wichtiger Umsteigeknoten am südlichen Rand des Stadtzentrums zwischen verschiedenen JR-Linien, der U-Bahn Tokio und der Yurikamome-Bahn. Von 1872 bis 1914 war Shimbashi der Ausgangspunkt der ältesten Bahnstrecke Japans zwischen Tokio und Yokohama. Diese Anlage ist nicht mit der heutigen identisch; sie befand sich rund 200 Meter östlich der heutigen auf dem Gelände des späteren Güterbahnhofs Shiodome.

## Verbindungen
Shimbashi ist einer der bedeutendsten Eisenbahnknoten der Hauptstadt Tokio. Durch den oberirdischen Teil führt die Tōkaidō-Hauptlinie, die Keihin-Tōhoku-Linie und die Yamanote-Linie von JR East. Unterirdisch verlaufen die Yokosuka-Linie von JR East sowie je eine Linie beider Gesellschaften der Tokioter U-Bahn: einerseits die Asakusa-Linie von Toei und andererseits die Ginza-Linie von Tōkyō Metro. Hinzu kommt die Yurikamome der Gesellschaft Tokyo Waterfront New Transit, eine aufgeständerte fahrerlose Bahn, die das Stadtzentrum mit der Insel Odaiba verbindet.
Die Tōkaidō-Hauptlinie dient überwiegend dem beschleunigten Pendlerverkehr über mittlere Entfernungen. Es verkehren in dichtem Takt zwei verschiedene Eilzüge, der Rapid Acty (快速アクティー, Kaisoku akutī) und der Commuter Rapid (通勤快速, Tsūkin Kaisoku) nach Atami bzw. Odawara. Hinzu kommen die Shōnan Liner (Eilzüge während der Verkehrsspitze mit reservierten Sitzplätzen) und touristische Ausflugszüge. Die meisten Nahverkehrszüge, deren Endstation früher der Bahnhof Tokio war, verkehren seit 2015 weiter auf der Ueno-Tokio-Linie, einer Viaduktstrecke über den Gleisen der Schnellfahrstrecke Tōhoku-Shinkansen zum Bahnhof Ueno. Sie werden dort mit der Utsunomiya-Linie, der Jōban-Linie und der Takasaki-Linie im nördlichen Teil der Metropolregion verknüpft.
Die Keihin-Tōhoku-Linie wird von Nahverkehrszüge bedient, die Ōmiya mit Tokio und Yokohama sowie daran anschließend auf der Negishi-Linie mit Ōfuna verbinden. Je nach Tageszeit verkehren sie alle zwei bis sechs Minuten. Ähnlich dicht ist der Verkehr auf der ringförmig rund um das Tokioter Stadtzentrum verlaufenden Yamanote-Linie mit 12 bis 18 Zügen je Stunde in beiden Richtungen. Züge der Yokosuka-Linie verkehren vier- bis zehnmal je Stunde von Tokio (dort Durchbindung zur Sōbu-Schnellbahnlinie aus Richtung Chiba) über Yokohama und Ōfuna nach Zushi oder Kurihama.
Jede Stunde verkehren auf der Ginza-Linie je nach Tageszeit 18 bis 26 Züge. Auf der Asakusa-Linie werden 12 bis 24 Züge stündlich angeboten, wobei etwas mehr als die Hälfte von ihnen zur Keikyū-Hauptlinie und zur Keisei-Hauptlinie durchgebunden werden. Unter anderem ergeben sich dadurch Direktverbindungen zwischen den Flughäfen Haneda und Narita. Die Yurikamome-Bahn verkehrt jede Stunde 12 bis 18 Mal. Auf dem östlichen Bahnhofsvorplatz und vor dem Nordausgang halten mehrere Buslinien der städtischen Verkehrsgesellschaft Toei Bus, ebenso beim Nordausgang. Hinzu kommen der Minato-Bezirksbus, verschiedene Flughafenzubringer und mehrere Nachtbuslinien der Gesellschaften Chiba Green Bus, Funabashi Shin-Keisei Bus, Haneda Kyūkō Bus, Keihin Kyūkō Bus, Keisei Bus und Nishi Tōkyō Bus.

## Umgebung
Der Bahnhof steht im nördlichen Teil des namensgebenden Stadtteils Shinbashi im Bezirk Minato, nahe der Grenze zu den Stadtteilen Ginza im Norden und Higashi-Shinbashi im Osten. Die Gegend westlich des Bahnhofs ist ein beliebtes Einkaufs- und Ausgehviertel mit zahlreichen kleinen Läden, Restaurants und Kneipen. Auf dem westlichen Bahnhofsvorplatz ist dauerhaft eine Dampflokomotive der JNR-Klasse C11 (Baujahr 1945) ausgestellt. Dort wurde sie 1972 anlässlich des 100. Jahrestages der ersten japanischen Eisenbahn platziert. Seither wird täglich um 12, 15 und 18 Uhr die Zugpfeife betätigt. In unmittelbarer Nähe steht der Karasumori-Schrein.
Das Gelände östlich des Bahnhofs war einst der Güterbahnhof Shiodome und wurde in den Jahren 1995 bis 2002 zum Geschäftsviertel Shiodome Sio-Site umgestaltet. Seit 2003 besteht ein Nachbau des ersten Bahnhofs Shimbashi, der vor allem für Ausstellungen verwendet wird. Das Viertel umfasst mehrere Wolkenkratzer mit Büros, Hotels und Restaurants, darunter der Nittele Tower, Tokyo Shiodome Building, der Shiodome Media Tower und das Shiodome City Center. Hier befinden sich unter anderem die Hauptsitze von Nippon TV All Nippon Airways, Panasonic Electric Works, Softbank, Kyōdō Tsūshinsha, Yakult und Dentsū.

## Anlage
Shinagawa ist ein aus mehreren Teilen bestehender Knotenbahnhof. Von Norden nach Süden ausgerichtet sind die beiden Bahnhöfe von JR East. Der ältere ist oberirdisch und befindet sich auf einem breiten Viadukt mit sechs Gleisen an drei Mittelbahnsteigen. Diese werden auf ihrer gesamten Länge von einer weitläufigen Bahnhofshalle überspannt. Je ein Gleispaar dient den Zügen der Yamanote-Linie, der Keihin-Tōhoku-Linie und der Tōkaidō-Hauptlinie. Östlich an der Halle vorbei verläuft die Trasse der Schnellfahrstrecke Tōkaidō-Shinkansen, die über keinen eigenen Bahnsteig verfügt. Treppen, Rolltreppen und Aufzüge verbinden die Bahnhofshalle mit der ebenerdigen Verteilerebene her, die von vier Seiten her zugänglich ist. Von dort aus kann der Tunnelbahnhof der Yokosuka-Linie erreicht werden, die mit einem Inselbahnsteig ausgestattet ist.
Die beiden U-Bahnhöfe sind nicht unter dem Bahnhof der Eisenbahn angeordnet. Jener der Ginza-Linie liegt nördlich davon unter der Straße Sotobori-dori und ist von Osten nach Westen ausgerichtet. Erreichbar ist er einerseits über eine Ladenpassage von der Verteilerebene, andererseits von separaten Eingängen, die in Gebäuden an der Straße integriert sind. Er verfügt über zwei versetzt angeordnete Seitenbahnsteige sowie über zwei Abstellgleise in Richtung Shibuya. Unter der Präfekturstraße 15 im Südosten ist in Nordost-Südwest-Richtung der U-Bahnhof der Asakusa-Linie zu finden. Er besitzt zwei Seitenbahnsteige, die mit Bahnsteigtüren ausgestattet sind. Ein Personentunnel stellt eine Verbindung zum U-Bahnhof Shiodome an der Ōedo-Linie her. Die Yurikamome-Endstation ist aufgeständert und erstreckt sich quer über die Präfekturstraße 15. Sie ist nach Südosten ausgerichtet sowie zwischen dem Shiodome City Center und dem Nittele Tower platziert. Ein weites Hallendach spannt sich über den Mittelbahnsteig mit den beiden stumpf endenden Gleisen.
Im Fiskaljahr 2020 nutzten durchschnittlich 688.743 Fahrgäste täglich den Bahnhof. Davon entfallen 278.334 auf JR East, 247.103 auf Tōkyō Metro, 100.183 auf Toei und 63.123 auf Yurikamome.

## Bilder

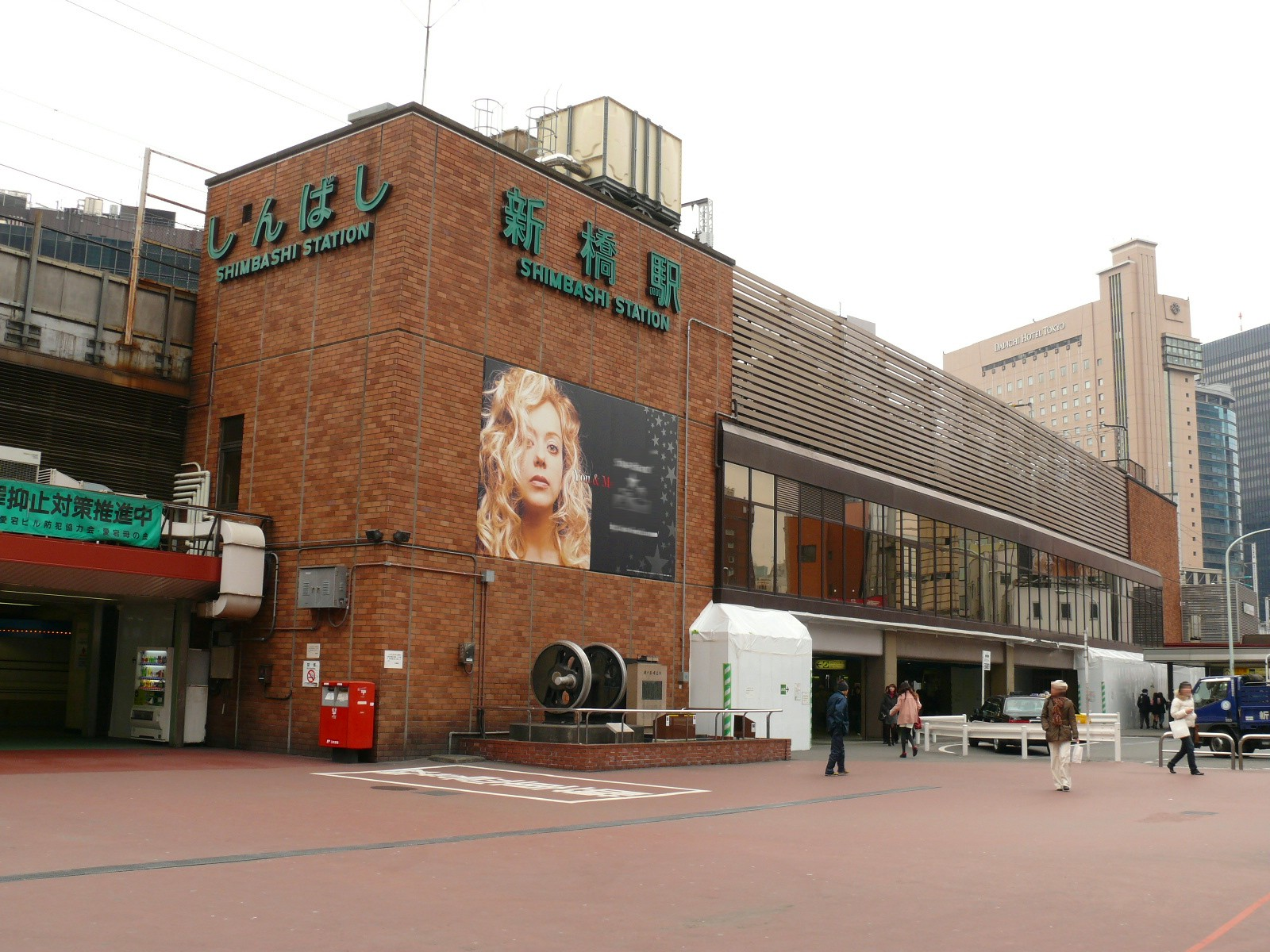
Osteingang
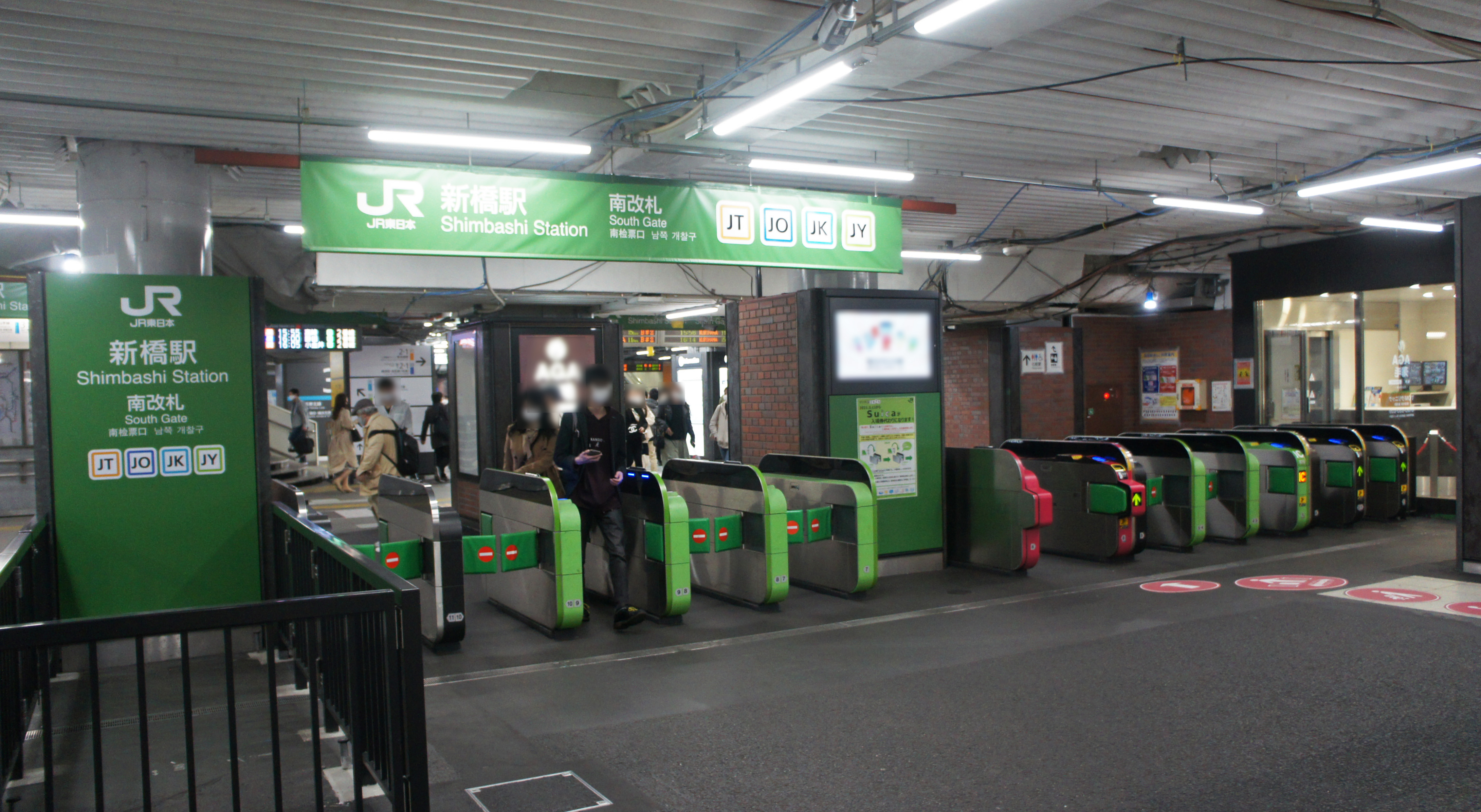
Bahnsteigsperren am Südeingang
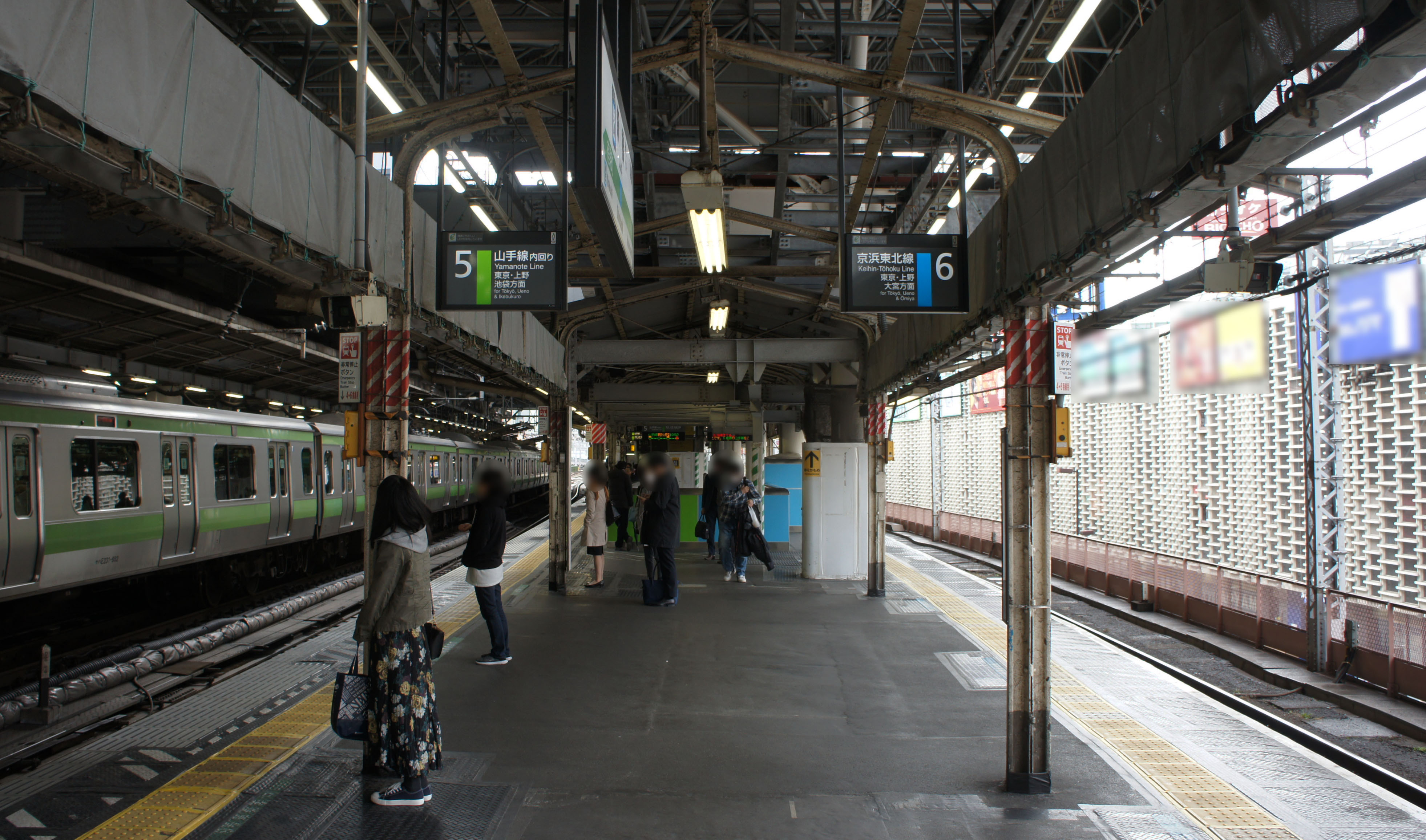
Bahnsteig der Gleise 5/6
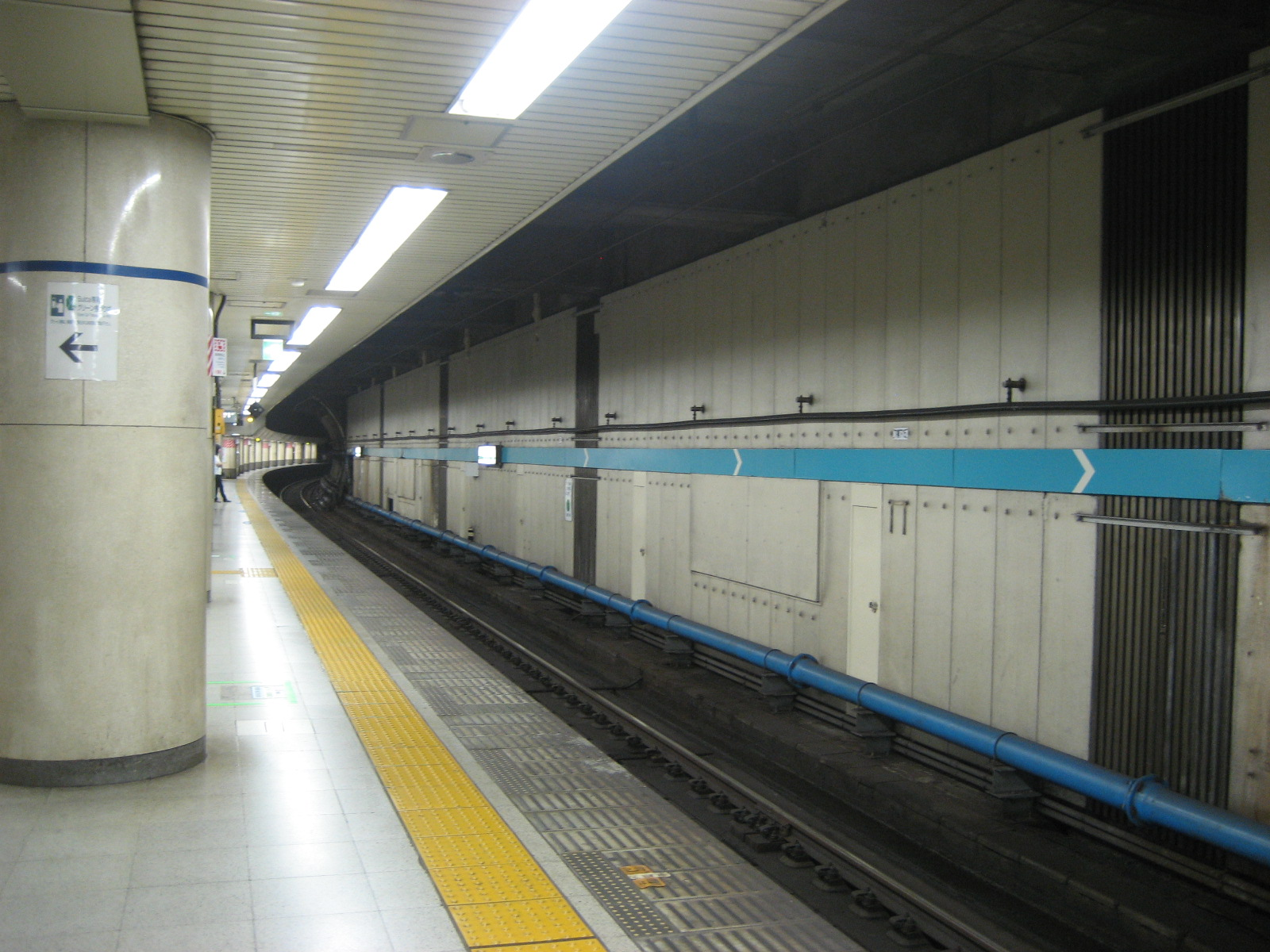
Tunnelbahnhof der Yokosuka-Linie
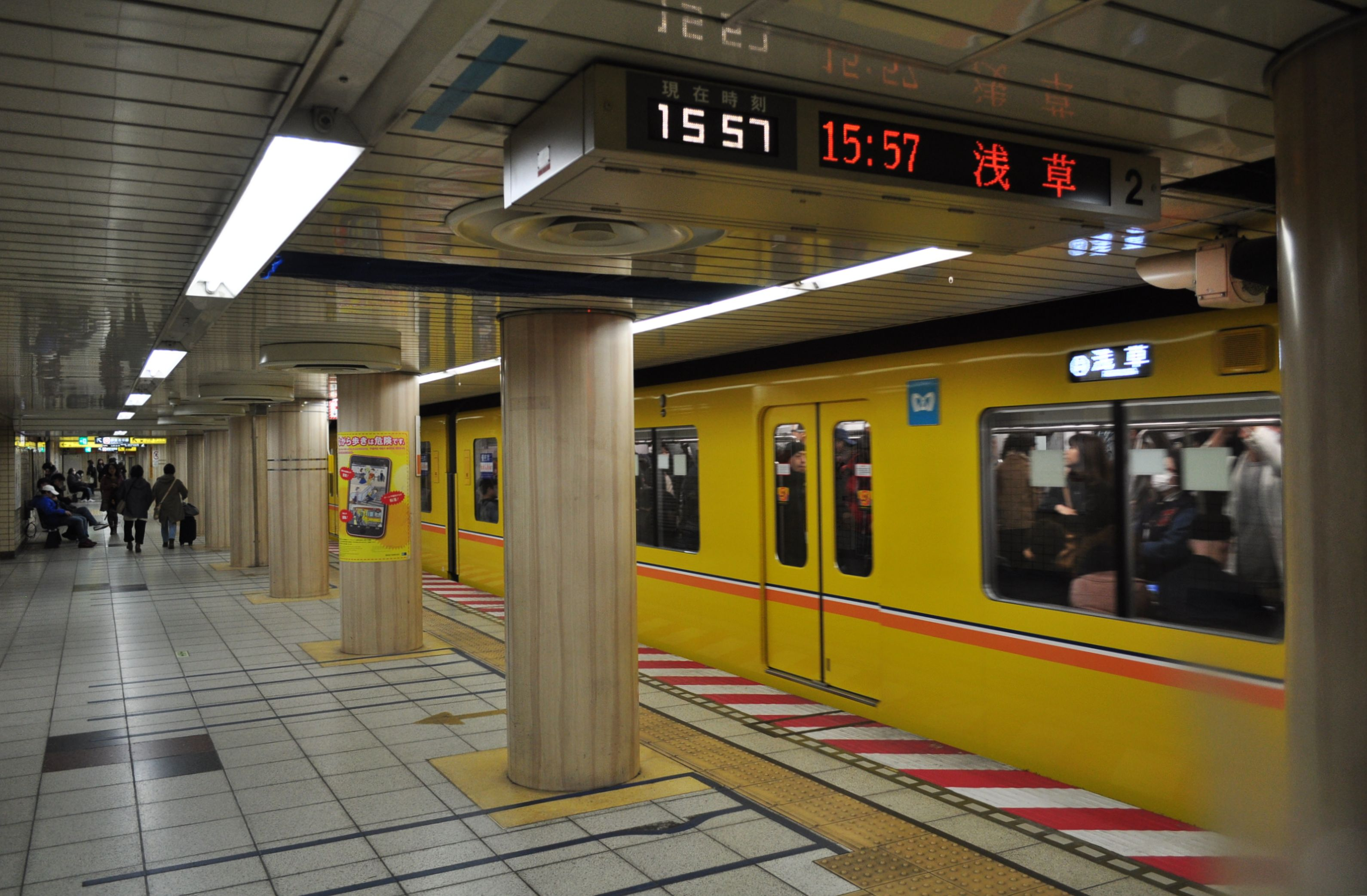
U-Bahnhof der Ginza-Linie
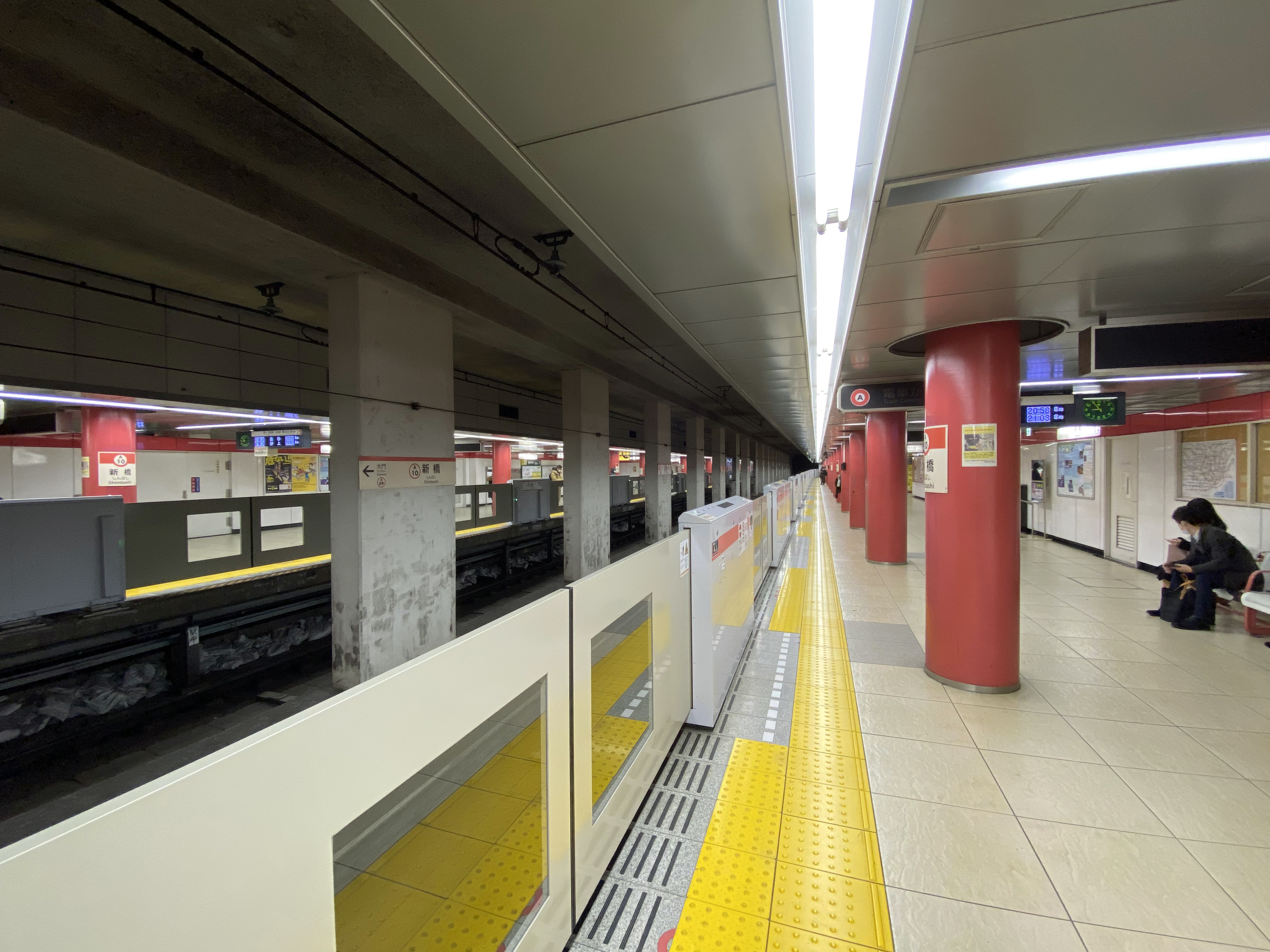
U-Bahnhof der Asakusa-Linie
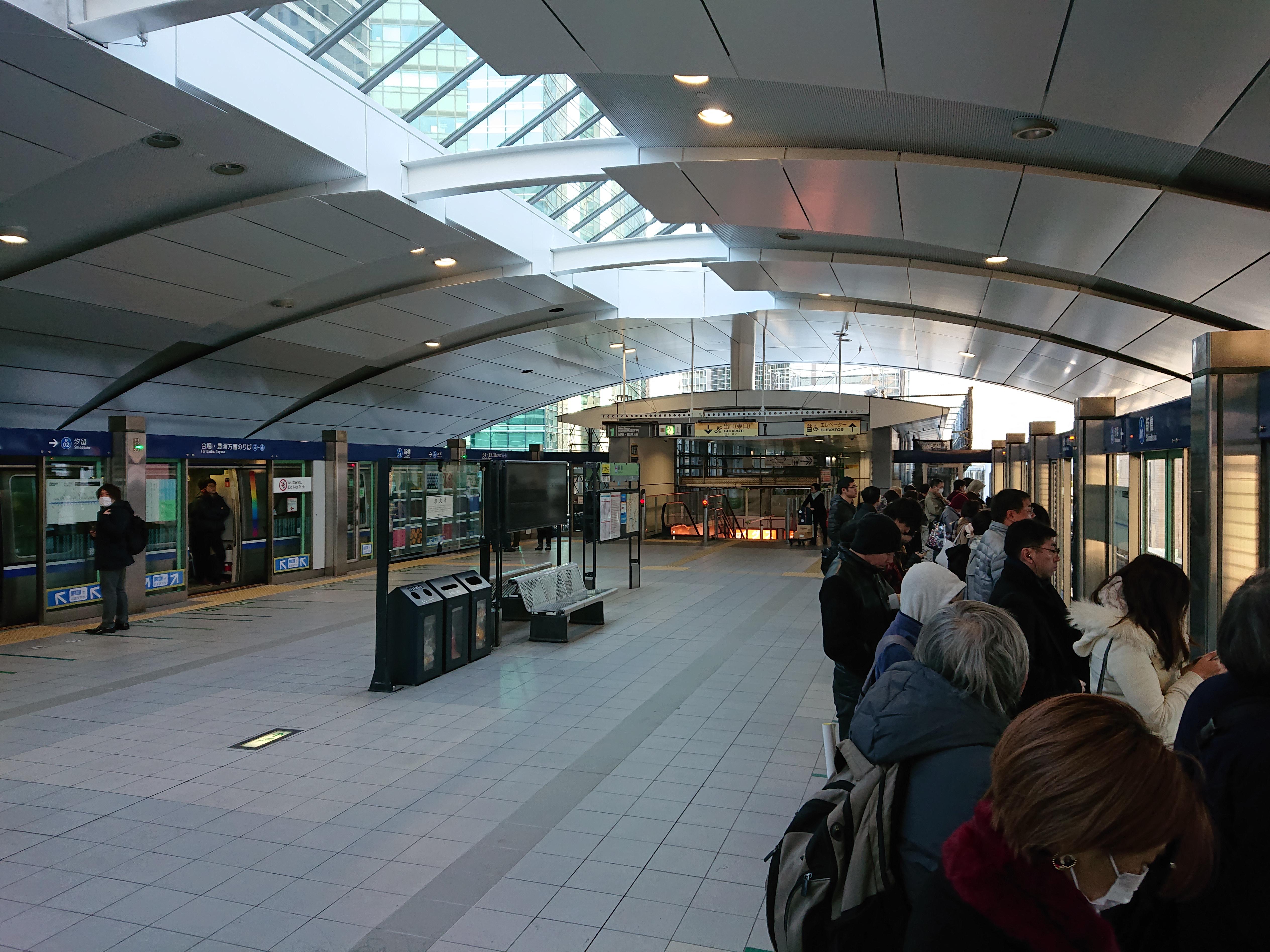
Yurikamome-Endstation
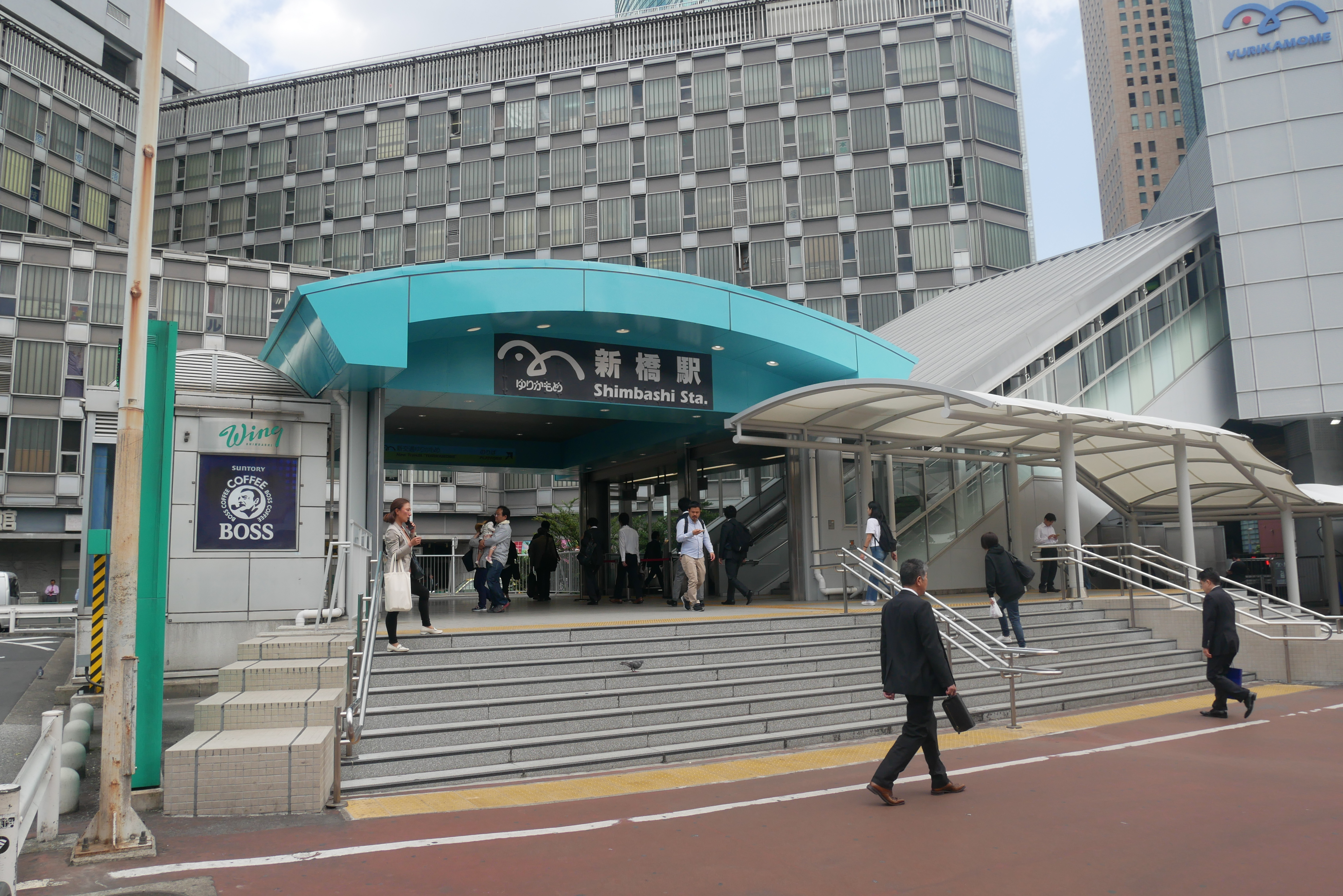
Eingang zur Yurikamome
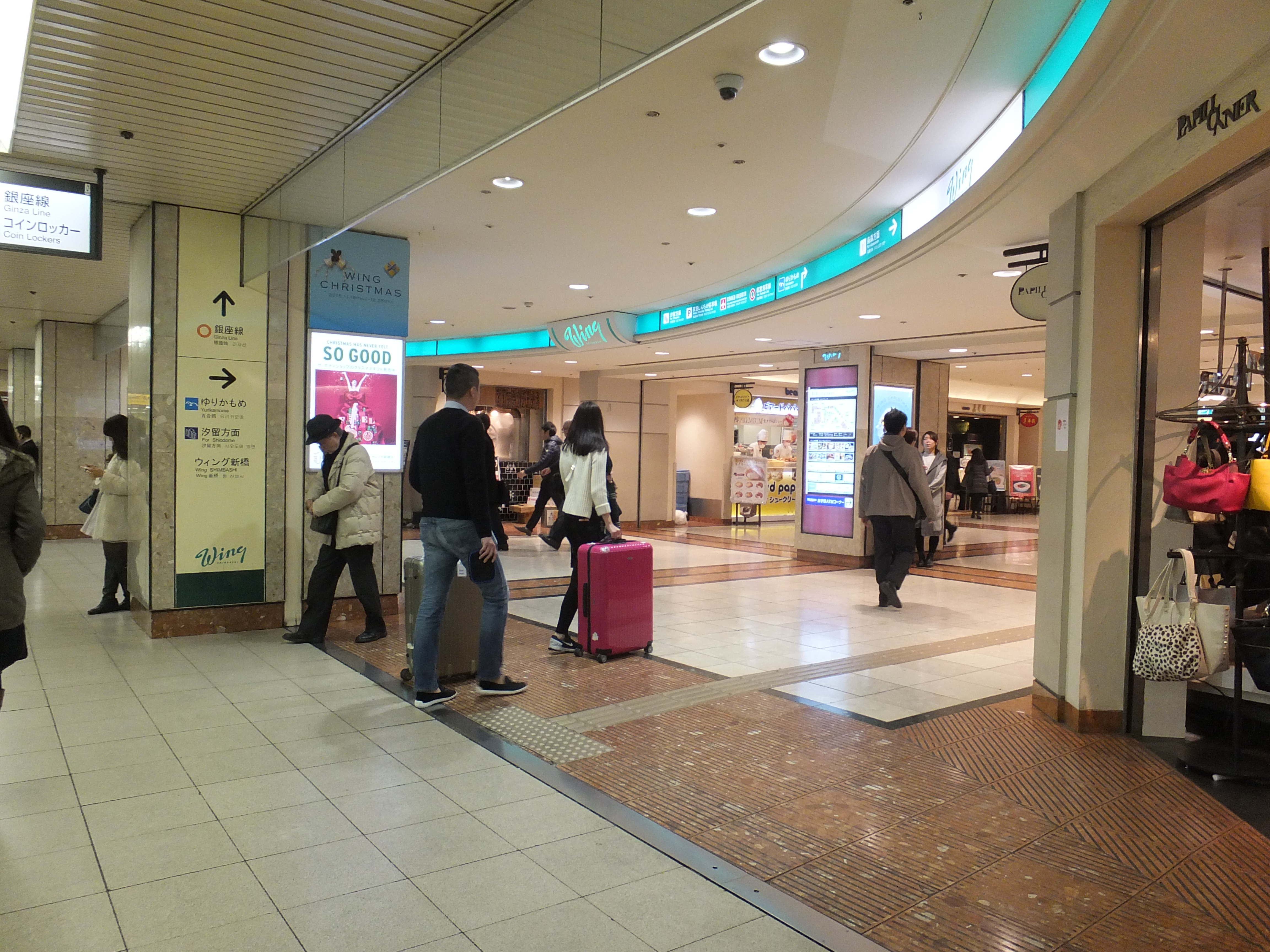
Ladenpassage
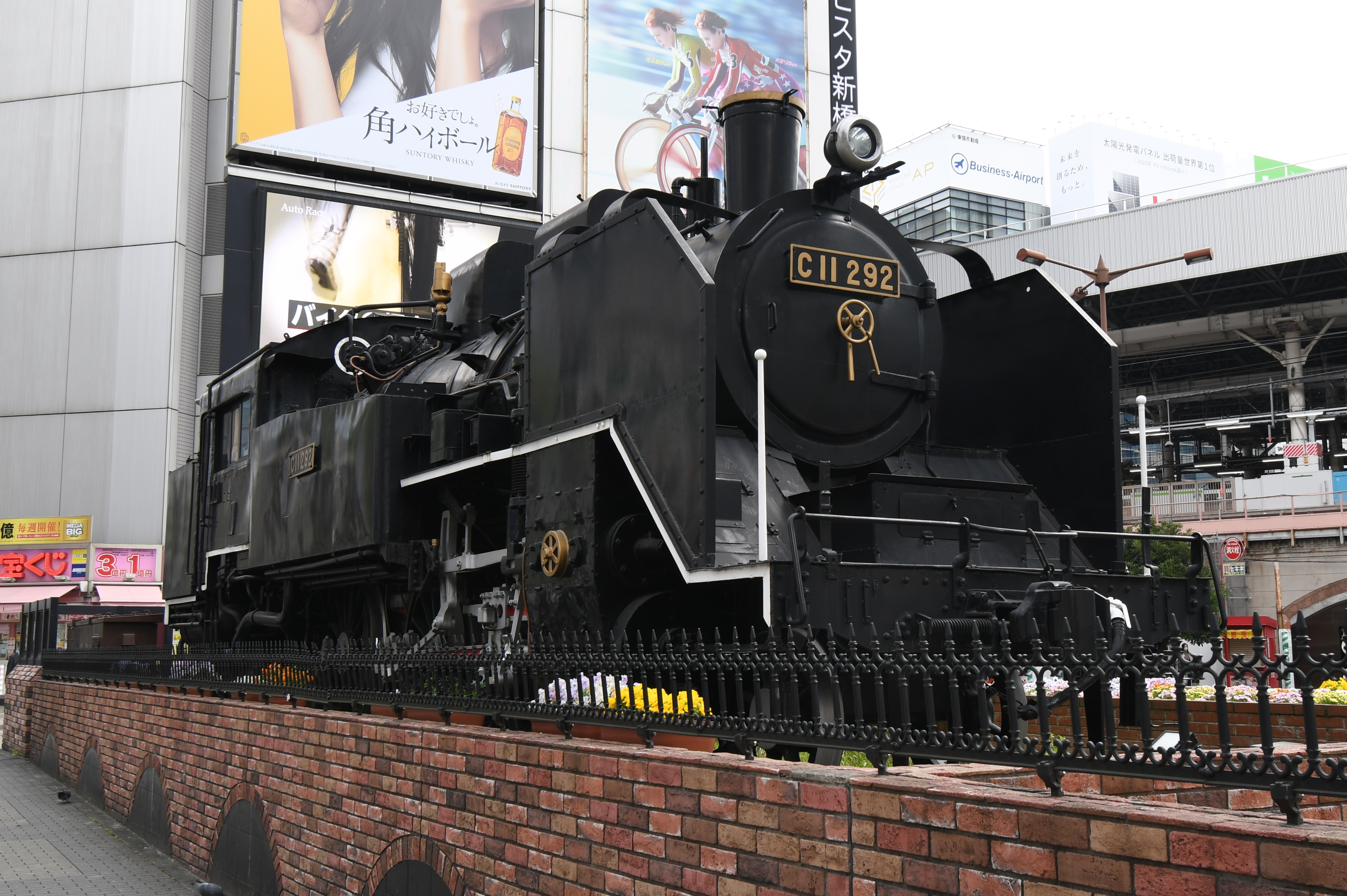
Dampflok JNR-Klasse C11 auf dem Vorplatz
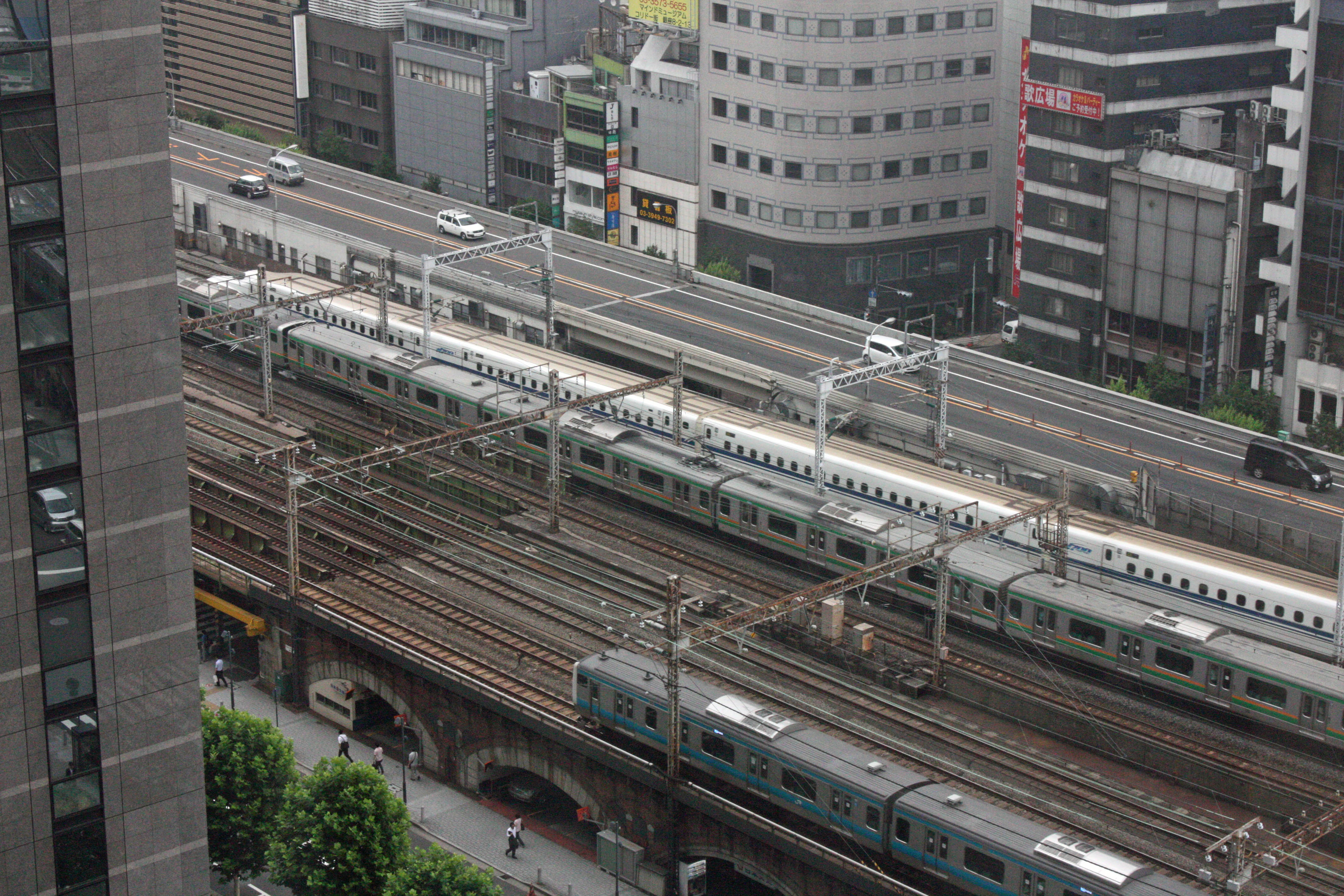
Ansicht des Viadukts von oben

## Gleise
JR East
| 1 | ▉ Tōkaidō-Hauptlinie  | Yokohama • Odawara • Atami                          |
| 2 | ▉ Tōkaidō-Hauptlinie  | Tokio • Ueno • Ōmiya • Utsunomiya / Takasaki / Mito |
| 3 | ▉ Keihin-Tōhoku-Linie | Shinagawa • Yokohama • Ōfuna                        |
| 4 | ▉ Yamanote-Linie      | Shinagawa • Shibuya • Shinjuku                      |
| 5 | ▉ Yamanote-Linie      | Tokio • Ueno • Ikebukuro                            |
| 6 | ▉ Keihin-Tōhoku-Linie | Tokio • Ueno • Ōmiya                                |

JR East (Tunnelbahnhof)
| 1 | ▉ Yokosuka-Linie | Shinagawa • Yokohama • Zushi • Kurihama |
| 2 | ▉ Yokosuka-Linie | Tokio • Funabashi • Chiba               |

Toei-U-Bahn
| 1 | Asakusa-Linie | Sengakuji • Nishi-magome / Flughafen Haneda / Misakiguchi |
| 2 | Asakusa-Linie | Asakusa • Oshiage • Flughafen Narita                      |

Tōkyō Metro
| 1 | Ginza-Linie | Shibuya        |
| 2 | Ginza-Linie | Ueno • Asakusa |

Yurikamome
| 1/2 | ▉ Yurikamome | Daiba • Toyosu |

## Linien
| Verlauf der Keihin-Tōhoku-Linie / Negishi-Linie |
| --- |
| Ōmiya • Saitama-Shintoshin • Yono • Kita-Urawa • Urawa • Minami-Urawa • Warabi • Nishi-Kawaguchi • Kawaguchi • Akabane • Higashi-Jūjō • Ōji • Kami-Nakazato • Tabata • Nishi-Nippori • Nippori • Uguisudani • Ueno • Okachimachi • Akihabara • Kanda • Tokyo • Yūrakuchō • Shimbashi • Hamamatsuchō • Tamachi • Takanawa Gateway • Shinagawa • Ōimachi • Ōmori • Kamata • Kawasaki • Tsurumi • Shin-Koyasu • Higashi-Kanagawa • Yokohama • Sakuragichō • Kannai • Ishikawachō • Yamate • Negishi • Isogo • Shin-Sugita • Yōkōdai • Kōnandai • Hongōdai • Ōfuna |

| Verlauf der Tōkaidō-Hauptlinie (Tokio–Atami) |
| --- |
| Tokyo • Shimbashi • Shinagawa • Kawasaki • Yokohama • Totsuka • Ōfuna • Fujisawa • Tsujidō • Chigasaki • Hiratsuka • Ōiso • Ninomiya • Kōzu • Kamonomiya • Odawara • Hayakawa • Nebukawa • Manazuru • Yugawara • Atami |

| Verlauf der Yamanote-Linie |
| --- |
| Shinagawa • Ōsaki • Gotanda • Meguro • Ebisu • Shibuya • Harajuku • Yoyogi • Shinjuku • Shin-Ōkubo • Takadanobaba • Mejiro • Ikebukuro • Ōtsuka • Sugamo • Komagome • Tabata • Nishi-Nippori • Nippori • Uguisudani • Ueno • Okachimachi • Akihabara • Kanda • Tokyo • Yūrakuchō • Shimbashi • Hamamatsuchō • Tamachi • Takanawa Gateway • Shinagawa |

| Verlauf der Sōbu-Schnellbahnlinie / Yokosuka-Linie |
| --- |
| Tsudanuma • Funabashi • Ichikawa • Shin-Koiwa • Kinshichō • Bakurochō • Shin-Nihombashi • Tokyo • Shimbashi • Shinagawa • Nishi-Ōi • Musashi-Kosugi • Shin-Kawasaki • Yokohama • Hodogaya • Higashi-Totsuka • Totsuka • Ōfuna • Kita-Kamakura • Kamakura • Zushi • Higashi-Zushi • Taura • Yokosuka • Kinugasa • Kurihama |

## Geschichte

### Eisenbahn
Der erste Bahnhof mit dem Namen Shimbashi stand etwa 200 Meter östlich des heutigen Standorts auf dem Gelände des späteren Güterbahnhofs Shiodome. Er war die nördliche Endstation der ersten, von Edmund Morel erbauten Bahnstrecke Japans zwischen den Städten Tokio und Yokohama (heutiger Bahnhof Sakuragichō). Der Kopfbahnhof ging am 14. Oktober 1872 in Betrieb und war somit Tokios erster Hauptbahnhof. Mit der Fertigstellung der Tōkaidō-Hauptlinie waren ab 1. Juli 1889 durchgehende Verbindungen bis nach Kōbe möglich.
Um den geplanten zentralen Bahnhof Tokio an das übrige Streckennetz bei Shinagawa anzuschließen, begannen im Jahr 1900 die Bauarbeiten an einer Viaduktstrecke. Diese erschloss den damaligen Bahnhof Shimbashi nicht, sondern führte westlich daran vorbei. Nahverkehrszüge der Yamanote-Linie fuhren ab 15. Dezember 1909 von Shinagawa zum neuen Bahnhof Karasumori (烏森, übersetzt „Krähenwald“). Dessen Empfangsgebäude war ein Backsteinbau im Neorenaissance-Stil und war dem von Tatsuno Kingo entworfenen Bahnhof Manseibashi nachempfunden. Die Verlängerung nach Yūrakuchō folgte am 25. Juni 1910. Mit der Fertigstellung des Bahnhofs Tokio verlegte das Eisenbahnamt am 20. Dezember 1914 den Ausgangspunkt der Tōkaidō-Hauptlinie und nahm die von Anfang an elektrifizierte Keihin-Tōhoku-Linie in Betrieb. Während der Kopfbahnhof in Shiodome umbenannt und für den Güterverkehr umgebaut wurde, trug der auf dem Viadukt befindliche Durchgangsbahnhof Karasumori von nun an den Namen Shimbashi.

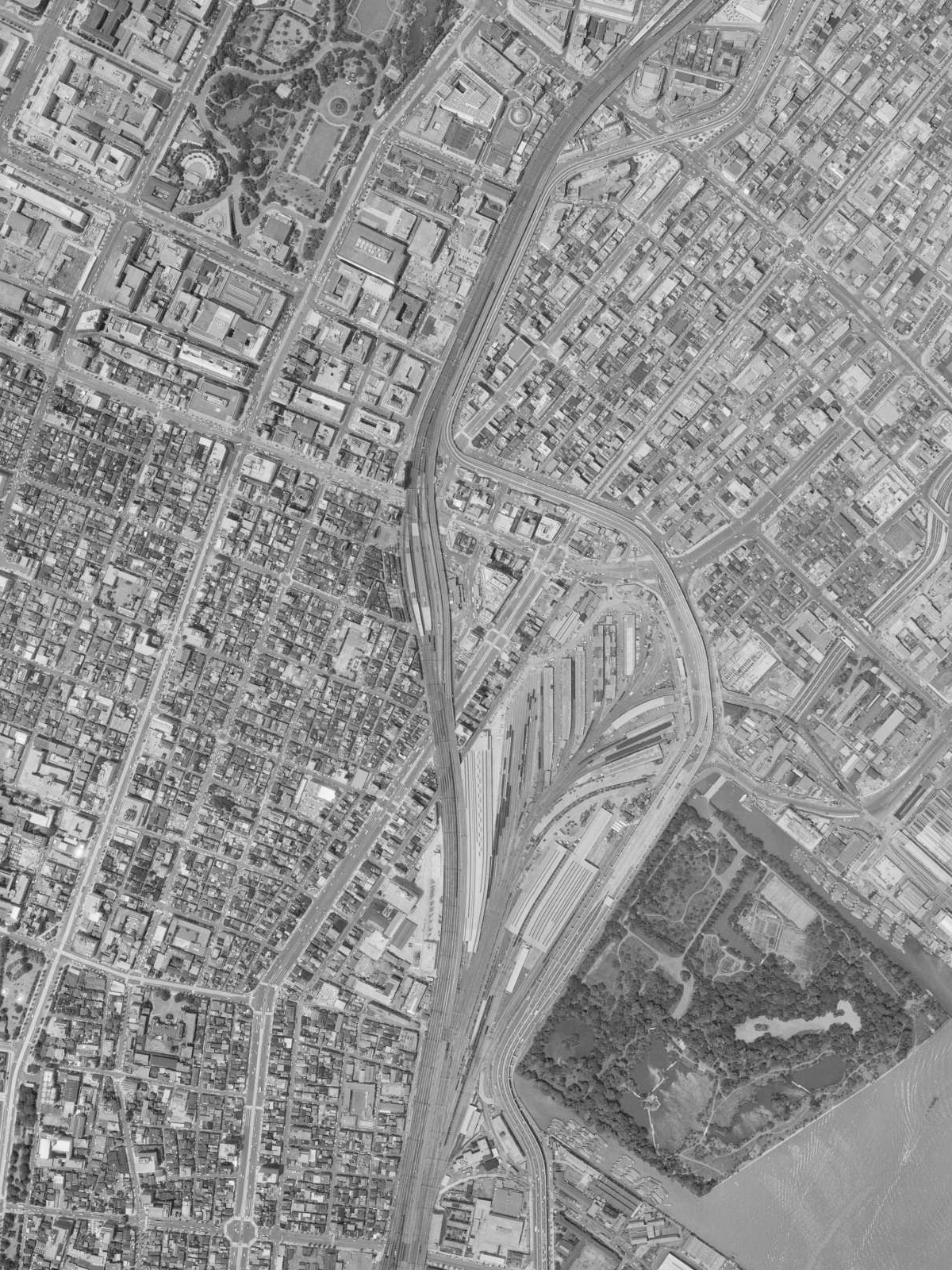
Luftansicht (Juni 1966), gut erkennbar der Güterbahnhof Shiodome

Beim Großen Kantō-Erdbeben am 1. September 1923 wurde das Empfangsgebäude durch einen Brand beschädigt, doch der Schaden an der Struktur selbst war gering; nur ein neues Dach war erforderlich. Aus Rationalisierungsgründen stellte die Japanische Staatsbahn am 1. Oktober 1968 die Gepäckabfertigung ein. 1970 musste das ursprüngliche Empfangsgebäude abgerissen und durch einen Neubau ersetzt werden. Es stand der Baustelle für den Tunnel der Yokosuka-Linie im Weg, die den Streckenabschnitt zwischen den Bahnhöfen Shinagawa und Tokio entlasten sollte. Der Tunnel ging am 1. Oktober 1976 in Betrieb, genau vier Jahre später erfolgte im unterirdischen Teil des benachbarten Bahnhofs Tokio die Verknüpfung mit der Sōbu-Schnellbahnlinie. Im Rahmen der Staatsbahnprivatisierung ging der Bahnhof am 1. April 1987 in den Besitz der neuen Gesellschaft JR East über.

### U-Bahn
Die von Noritsugu Hayakawa gegründete U-Bahn-Gesellschaft Tōkyō Chika Tetsudō verlängerte am 21. Juni 1934 die Ginza-Linie vom U-Bahnhof Ginza bis hierher. Ursprünglich war vorgesehen, sie in Richtung Shinagawa zu führen. Doch kurz nach Baubeginn änderte man die Pläne dahingehend, dass die Strecke in Richtung Shibuya führt. Am 15. Januar 1939 eröffnete die Tōkyō Kōsoku Tetsudō den Abschnitt Shimbashi–Toranomon, doch obwohl die beiden Unternehmen 1935 eine Vereinbarung über den gemeinsamen Betrieb unterzeichnet hatten, war die Tōkyō Chika Tetsudō zu diesem Zeitpunkt noch nicht bereit. Aus diesem Grund mussten die Fahrgäste in Shimbashi zunächst während acht Monaten umsteigen. Durchgehende Züge verkehrten ab 16. September 1939. Zwei Jahre später fusionierten beide Gesellschaften zur Teito Kōsokudo Kōtsū Eidan (kurz Eidan), der Vorläuferin der heutigen Tōkyō Metro. Am 27. Januar 1945 platzte aufgrund eines Luftangriffs durch alliierte Flugzeuge eine Wasserleitung am U-Bahnhof Ginza, wodurch der Tunnel zwischen den U-Bahnhöfen Shimbashi und Nihombashi überflutet wurde. Der volle Betrieb konnte am 10. März desselben Jahres wieder aufgenommen werden. Ursprünglich hielten die Züge der Ginza-Linie an einem Mittelbahnsteig, was zunehmend zu Überlastungen führte. Seit 1980 bestehen zwei Seitenbahnsteige.
Ab 1960 nahm das Verkehrsamt der Präfektur Tokio mehrere Abschnitte der Linie 1 in Betrieb (seit 1978 als Asakusa-Linie bezeichnet). Von Higashi-ginza her kommend, erreichte sie Shimbashi am 21. Dezember 1963. Die Verlängerung von Shimbashi nach Daimon folgte am 1. Oktober 1964. Im Oktober 2019 stattete man beide Bahnsteige der Asakusa-Linie mit Bahnsteigtüren aus.

### Yurikamome
Mit der Inbetriebnahme der fahrerlosen Bahn Yurikamome am 1. November 1995 erhielt Shimbashi zunächst eine provisorische Endstation mit zwei Seitenbahnsteigen und zwei Gleisen, zwischen dem Shiodome City Center und dem Nittele Tower gelegen. Am 22. März 2001 verlegte man sie um etwa 150 Meter nach Westen, um bessere Umsteigebeziehungen zu den übrigen Bahnlinien zu schaffen.